# Alexandra Beaton
Alexandra Beaton (* 5. Dezember 1994 in Toronto, Ontario) ist eine kanadische Schauspielerin und Tänzerin.

## Leben
Geboren in Toronto, wuchs Beaton in Claremont auf. Sie ist die Tochter von John, einem Geschäftsführer, und Kate Beaton, einer Journalistin und Radiomoderatorin. Ihre jüngere Schwester Sophie ist als Model tätig. Als Kind hegte Beaton den Wunsch, Tierärztin zu werden. Später studierte sie Politikwissenschaft an der University of Guelph.
Sie debütierte 2006 in einer Nebenrolle im Spielfilm 300 als Schauspielerin. Von 2013 bis 2020 verkörperte sie die Rolle der Emily in der kanadischen Fernsehserie The Next Step in insgesamt 134 Episoden. Außerdem stellte sie die Rolle der Emma in sieben Episoden der Fernsehserie Spiral dar. Anschließend folgten Besetzungen in kleineren Rollen in den Fernsehserien Good Witch, For the Record und The Hardy Boys. 2020 folgte eine Rolle im Kurzfilm The Ultimate Showdown, 2021 eine Besetzung im Film Single All the Way.

## Filmografie (Auswahl)
- 2006: 300
- 2013–2022: The Next Step (Fernsehserie, 135 Episoden)
- 2015: Dumb Luck (Kurzfilm)
- 2017: Spiral (Fernsehserie, 7 Episoden)
- 2019: Good Witch (Fernsehserie, Episode 5x08)
- 2019: The Cheerleader Escort (Fernsehfilm)
- 2020: For the Record (Fernsehserie, Episode 1x02)
- 2020: The Hardy Boys (Fernsehserie, 2 Episoden)
- 2020: The Ultimate Showdown (Kurzfilm)
- 2021: Single All the Way
- 2022: Ich. Bin. So. Glücklich. (Luckiest Girl Alive)
- 2022: Bring It On: Cheer or Die (Fernsehfilm)
- 2023: Ride (Fernsehserie, 6 Episoden)
- 2023: Purgatory Jack
- 2025: Überkompensation (Overcompensating, 5 Episoden)